# 1972 في كندا
فيما يلي قوائم الأحداث التي وقعت خلال عام 1972 في كندا.

## سياسة

### تعيين في المنصب
- 30 أكتوبر – جان سوفي عضو مجلس العموم الكندي.

## رياضة
- 24 سبتمبر – جائزة كندا الكبرى 1972 الفائز جاكي ستيورات.

## مواليد

### يناير
- 1 يناير – كارين سبنسر عارضة كندية.
- 8 يناير – سكوت ديمور

### أبريل
- 4 أبريل – ليزا راي ممثلة كندية.
- 13 أبريل – مايك كينيدي

### مايو
- 3 مايو – كريستين ليمان
- 6 مايو – مارتن بيير برودر لاعب هوكي جليد كندي.[1]
- 12 مايو – كريستيان كامبل ممثل كندي.[2]

### يونيو
- 14 يونيو – مولي باركر ممثلة كندية.
- 26 يونيو – غارو مغني كندي.[3]
- 29 يونيو – كيرك جونسون ملاكم كندي.

### يوليو
- 22 يوليو – كولين فريغيسن[4]

### سبتمبر
- 4 سبتمبر – فرانسواز يي ممثلة كندية.[5]
- 21 سبتمبر – إيرين فيتزجيرالد
- 27 سبتمبر – كلارا هيوز[6]

### نوفمبر
- 10 نوفمبر – تريفور ديفال ممثل كندي.

### ديسمبر
- 6 ديسمبر – ربا ندا مخرجة أفلام كندية.

## وفيات

### نوفمبر
- 8 نوفمبر – جون أندرسون (مواليد 1929) لاعب كرة قدم اسكتلندي.

### ديسمبر
- 27 ديسمبر – ليستر بولز بيرسون (مواليد 1897)[7]